# جي دي دي أر 5

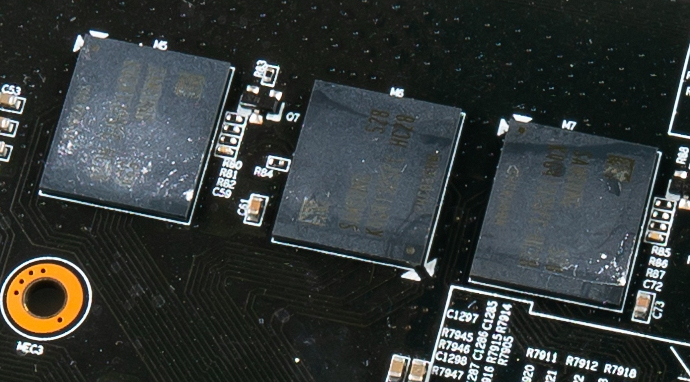

جي دي دي أر 5 (الرسومات معدل البيانات المزدوجة، الإصدار 5) SDRAM هو نوع من ذاكرة ذاكرة الوصول العشوائي الديناميكية، عالية الأداء بطاقة الرسومات المصممة للتطبيقات الحاسب الآلي التي تتطلب عرض النطاق الترددي العالي.

## نظرة عامة
مثل سابقتها، جي دي دي أر 4، ويستند على ذاكرة GDDR5 SDRAM DDR3 التي لديها ضعف خطوط البيانات مقارنة مع DDR2 SDRAM، ولكن لديها أيضا جي دي دي أر 5 من 8 بت الجلب المسبق واسعة مخازن مماثلة لGDDR4.
GDDR5 SGRAM مطابقا للمعايير التي وردت في مواصفات جي دي دي أر 5 من قبل JEDEC. ويستخدم واجهة العمارة والإدماج 8N-الجلب المسبق لتحقيق عالية الأداء وعملية يمكن تهيئتها للعمل في وضع 32 × أو × 16 (المحارة) واسطة التي تم الكشف عن أثناء تهيئة الجهاز. واجهة نقل جي دي دي أر 5 2 32 بت واسعة البيانات كلمة في دورة الكتابة (WCK) على مدار الساعة إلى / من المسامير I / O. وصول المقابلة لالجلب المسبق-8N، كتابة أو قراءة واحدة يتكون من 256 بت واسعة على مدار الساعة CK 2 نقل البيانات دورة في صميم الذاكرة الداخلية وثمانية 32 بت واسعة المقابلة ساعة WCK نصف دورة نقل البيانات في I / يا دبابيس.

## طريقة العمل
جي دي دي أر 5 يعمل مع نوعين مختلفة على مدار الساعة. على مدار الساعة أمر الفارق (CK) كمرجع لمدخلات عنوان والقيادة، والكتابة الفرق إرسالها على مدار الساعة (WCK) كمرجع للبيانات يقرأ ويكتب. أن تكون أكثر دقة، ويستخدم SGRAM GDDR5 الساعات الكتابة اثنين، كل واحد منهم إلى تعيين اثنين بايت. وWCK يعمل على تردد مرتين CK لل. أخذ جي دي دي أر 5 مع 5 معدل البيانات جيجابت / ثانية لكل دبوس كمثال على ذلك، على مدار الساعة CK يعمل مع 1.25 غيغاهرتز وWCK مع 2.5 غيغاهرتز. وسيتم محاذاة CK والساعات WCK أثناء تهيئة وتدريب تسلسل. هذا التوافق يتيح القراءة والكتابة وصول مع اختفاء الحد الأدنى.
وحيد 32 بت GDDR5 رقاقة ودبابيس إشارة حوالي 67 والباقي السلطة وأساس في حزمة BGA 170.
كيموندا والعرضية من انفينيون، وقد أثبتت وأخذ عينات GDDR5، [1] وأصدرت ورقة حول التقنيات وراء جي دي دي أر 5. [2] في 10 مايو 2008، أعلنت كيموندا حجم الإنتاج من 512 وحدات جي دي دي أر 5 ميغابت في تصنيف 3.6 جيجابت / ثانية (900 ميغاهيرتز)، و4.0 جيجابت / ثانية (1 غيغاهرتز)، و4.5 جيجابت / ثانية (1.125 غيغاهرتز). [3] [معلومات مؤرخة]

## أمثلة على جى دي دي أر 5
من الأمثاة على الأجهزة التي تعمل بنظام جي دي دي أر 5 كارت إنفيديا تيتان بلاك الذي صنف من العديد من المواقع كأحد أقوى كروت الشاشة في العالم.